# Ceryx joltrandi
Ceryx joltrandi là một loài bướm đêm thuộc phân họ Arctiinae, họ Erebidae.